# Stazione di Le Chiasce
La stazione di Le Chiasce era una fermata posta sul tracciato originario della ferrovia Bari-Taranto.

## Storia
La stazione di Le Chiasce fu costruita negli anni '60 per servire la vicina base missilistica statunitense, soprannominata dai locali "Campo dei Missili".
Nel 1994, a seguito dell'entrata in esercizio della variante a doppio binario fra Bitetto e Acquaviva delle Fonti, il tratto Palo del Colle-Bitetto-Acquaviva delle Fonti (a binario singolo) è stato dismesso e con esso le stazioni intermedie di Grumo Appula e Sannicandro di Bari — sostituite da nuove strutture con lo stesso nome e poste sul nuovo tracciato — e la fermata di Le Chiasce.

## Struttura e impianti
La fermata si compone di due strutture, oggi in stato di abbandono. La prima è un fabbricato viaggiatori, organizzato su due livelli, mentre il secondo è un fabbricato di servizio, adiacente alla banchina. Quest'ultima si affaccia sul sedime disarmato e invaso dalla vegetazione. Ambo gli edifici presentano gli ingressi e le finestre murati.
Il fabbricato di stazione è sito nei pressi della contrada Scappagrano e dista dalla stazione di Acquaviva quasi 5 km, seguendo l'ex percorso ferroviario.